# Vittoria di Svezia
Vittoria di Svezia (nome completo in svedese Victoria Ingrid Alice Désirée; Solna, 14 luglio 1977) è la principessa ereditaria di Svezia dal 1980.

## Biografia

### Infanzia
Figlia maggiore di Carlo XVI Gustavo di Svezia e della regina consorte Silvia, oltre a essere erede al trono svedese si trova nella lista di successione al trono del Regno Unito.
Porta il nome dell'ava Vittoria di Baden, moglie di Gustavo V di Svezia, mentre il secondo nome, Ingrid, è in onore dell'omonima moglie di Federico IX di Danimarca e figlia di Gustavo VI Adolfo di Svezia; il terzo nome, Alice, riprende quello della nonna materna, e Desirée in omaggio a Désirée Clary, moglie di Jean-Baptiste Jules Bernadotte, capostipite della dinastia Bernadotte di cui è discendente.
È stata battezzata il 27 settembre 1977 nella cappella del Palazzo Reale di Stoccolma. Suoi padrini sono stati re Harald V di Norvegia, Ralf Sommerlath, suo zio materno, la regina Beatrice d'Olanda, e sua zia, la principessa Desirée, Baronessa Silfverschiöld.

#### Legge salica
Vittoria è stata nominata principessa ereditaria il 1º gennaio 1980 dall'emendamento del 1979 all'atto di successione del 1810. Questo emendamento costituzionale ha introdotto la primogenitura assoluta, il che significa che il trono sarebbe stato ereditato dal figlio maggiore del monarca indipendentemente dal sesso. Il re Carlo XVI Gustavo di Svezia si oppose alla riforma, non perché si opponesse alle donne che entravano nella linea di successione, ma perché era contrariato dal fatto che suo figlio fosse stato privato dello status di principe ereditario che aveva ricoperto sin dalla nascita.
Con Ingrid Alexandra di Norvegia, Caterina Amalia dei Paesi Bassi, Elisabetta del Belgio e Leonor di Spagna, è una delle cinque principesse che saranno chiamate a regnare in Europa.

### Educazione e formazione
Si è diplomata al ginnasio nel 1996; dopo avere studiato un anno presso l'Université Catholique de l'Ouest a Angers (Francia), ha svolto uno stage presso il Parlamento svedese. Dal 1998 al 2000 ha completato gli studi in scienze politiche e storia presso l'Università di Yale (Stati Uniti).
Da giugno a settembre 2002 è stata stagista presso la sede dell'ONU a New York e, in seguito, presso l'ambasciata svedese a Washington. Ha anche approfondito esperienze professionali presso organizzazioni internazionali come il parlamento europeo e il Ministero degli Affari Esteri.
Nel 2003 ha completato un addestramento militare base presso la SWEDINT (Swedish Armed Forces International Centre).

### Incarichi di corte
Il primo viaggio ufficiale è stato quello in Giappone nel novembre del 2001. Nello stesso anno Vittoria si è recata anche sulla costa occidentale degli Stati Uniti, dove ha partecipato alle celebrazioni del centenario del Nobel.
Nel gennaio 2005 Vittoria ha effettuato una lunga visita ufficiale in Australia, promuovendo lo stile e le imprese svedesi, e ad aprile ha visitato il Bangladesh e lo Sri Lanka per seguire le attività di soccorso e informarsi sul lavoro all'indomani dello tsunami. Nel giugno 2005 Vittoria si è recata in Turchia per una visita ufficiale. Ha visitato siti storici come la Moschea Blu, il Palazzo di Topkapı e la basilica di Santa Sofia. Questa è stata la prima visita reale ufficiale dalla Svezia alla Turchia dal 1934.
Il 30 gennaio 2009 nella cattedrale di Messina le è stato assegnato, dalla Fondazione Bonino-Pulejo, il XV Premio Internazionale Uberto Bonino per le Lettere, le Arti e le Scienze. Il giorno successivo ha visitato Siracusa e la sua cattedrale, con la cappella e il simulacro di santa Lucia, la cui festa è molto popolare in Svezia.

### Impegno umanitario
Nel 1997 ha fondato il Princess Victoria's Fund, che ogni anno organizza raccolte di beneficenza a favore dei bambini disabili o con malattie croniche.
Nel 2010 la principessa e il marito, in occasione del loro matrimonio, hanno fondato la The Crown Princess Couple’s foundation, che mira ad aiutare bambini e giovani svedesi.
Nel gennaio 2016 il segretario generale delle Nazioni Unite Ban Ki-moon ha nominato la principessa ereditaria membro di Sustainable Development Goals Advocates for Agenda 2030. La principessa ereditaria è uno dei 16 ambasciatori nel gruppo di difesa degli obiettivi di sviluppo sostenibile (SDG). Il compito del gruppo è promuovere in vari modi gli obiettivi di sviluppo sostenibile delle Nazioni Unite. La principessa ereditaria si occupa principalmente di questioni riguardanti l'acqua e la salute.

### Vita privata
La principessa Vittoria è madrina di tre futuri re e regine: la principessa Ingrid Alexandra di Norvegia, la principessa Caterina Amalia di Orange-Nassau e il principe Cristiano di Danimarca, così come di due principi reali: la principessa Eleonora del Belgio e il principe Costantino-Alessio di Grecia e Danimarca (figlio di Paolo di Grecia). I suoi numerosi figliocci includono anche i suoi nipoti, la principessa Leonore, figlia della sorella Maddalena, e il principe Alexander, figlio del fratello Carlo Filippo. 
Vittoria di Svezia è spesso soprannominata "La madrina d'Europa", dato che è la madrina di ben diciotto figliocci:
1. Vivien Sommerlath (nata nel 1995), figlia del fratello della regina Silvia, Jörg Sommerlath.

1. Giulia Sommerlath (nata nel 1996), figlia del nipote della regina Silvia, Thomas Sommerlath.
2. Principe Costantino Alessio di Grecia e Danimarca (nato nel 1998), figlio di Pavlos, principe ereditario di Grecia e nipote di Margherita II di Danimarca.
3. Madeleine von Dincklage (nata nel 1999), figlia della baronessa Sybilla von Dincklage e nipote della principessa Margaretha.
4. Ian de Geer (nato nel 2002), figlio della baronessa Christina-Louise Silfverschiöld e nipote della principessa Désirée.
5. Leopold Sommerlath (nato nel 2002), figlio del cugino Patrick Sommerlath.
6. Ian Persson (nato nel 2003), figlio si amici della principessa
7. Caterina Amalia, principessa d'Orange (nata nel 2003), erede al trono del Regno dei Paesi Bassi.
8. Ingrid Alexandra di Norvegia (nata nel 2004), principessa norvegese, primogenita del principe ereditario Haakon di Norvegia e della principessa Mette-Marit.
9. Cristiano, principe della Corona di Danimarca (nato nel 2005), erede al trono danese.
10. Diana Engsäll (nata nel 2007), figlia di amici della principessa
11. Willem Dinkelspiel (nato nel 2007), figlio di amici della principessa
12. Eleonora del Belgio (nata nel 2008), figlia del re Filippo del Belgio.
13. Chloé Nilsson (nata nel 2008), figlia di amici della principessa
14. Caterina di Sassonia-Coburgo-Gotha (nata nel 2014), figlia di Hubertus, principe ereditario di Sassonia-Coburgo-Gotha.
15. Leonore, Duchessa di Gotland (nata nel 2014), nipote della principessa
16. Désirée Magnusson (nata nel 2015), figlia del cugino Gustaf Magnusson e nipote della principessa Christina
17. Alessandro, duca di Södermanland (nato nel 2016), nipote della principessa

#### Salute
Nel 1996 le è stata diagnosticata l'anoressia nervosa: per curarsi lontano dagli occhi dei media e dai doveri istituzionali, nel 1997 si è trasferìta negli Stati Uniti, ufficialmente per completare gli studi. Ripresasi dalla malattia, è da allora in prima linea come testimonial contro i disordini alimentari.

#### Matrimonio e discendenza

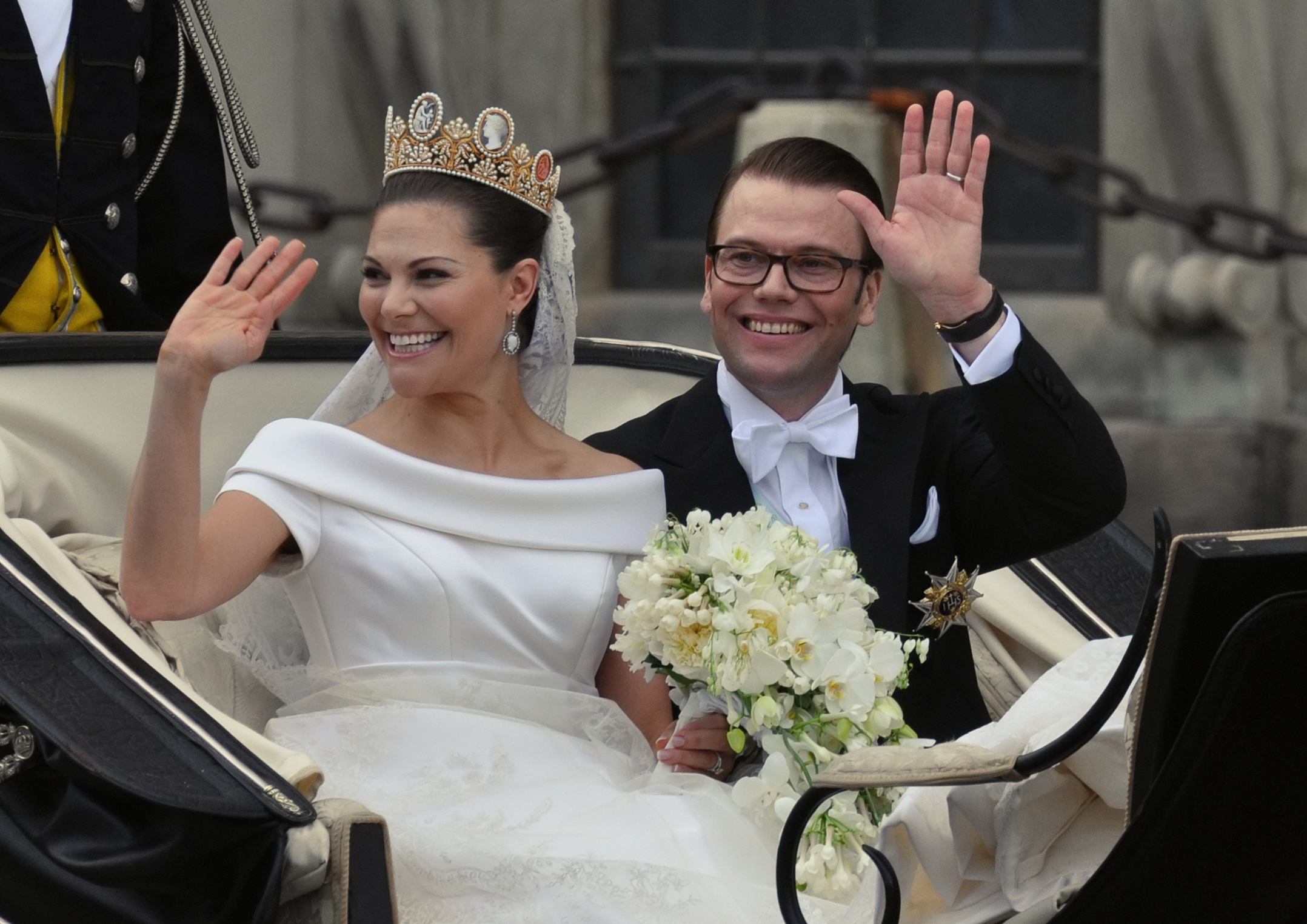
La principessa e il marito nel giorno del loro matrimonio

Nel maggio 2002 il quotidiano svedese Expressen riferì per la prima volta che Vittoria aveva un nuovo fidanzato, il suo personal trainer Daniel Westling. Il 24 febbraio 2009, dopo l'approvazione da parte del governo svedese, è stato annunciato ufficialmente il fidanzamento della principessa.
Il 19 giugno 2010 la coppia si è sposata nella cattedrale di Stoccolma.
La coppia ha avuto due figli:
- principessa Estelle, duchessa di Östergötland (23 febbraio 2012)[21][22]
- principe Oscar, duca di Skåne (2 marzo 2016)[23][24]

## Titoli e trattamento
- 14 luglio 1977 – 31 dicembre 1979: Sua Altezza Reale principessa Vittoria di Svezia
- 1 gennaio 1980 – 9 gennaio 1980: Sua Altezza Reale la principessa ereditaria di Svezia
- 9 gennaio 1980 – oggi: Sua Altezza Reale la principessa ereditaria di Svezia, duchessa di Västergötland
  - In svedese: Hennes Kunglig Höghet Victoria, Sveriges kronprinsessa, hertiginna av Västergötland

## Onorificenze

Monogramma

## Albero genealogico
|                                   |                         |                                                               | Genitori                                                        |  |  | Nonni |  |  | Bisnonni                    |  |  | Trisnonni           |  |
|                                   |                         |                                                               |                                                                 |  |  |       |  |  | Gustavo VI Adolfo di Svezia |  |  | Gustavo V di Svezia |  |
|                                   |                         |                                                               |                                                                 |  |  |       |  |  | Gustavo VI Adolfo di Svezia |  |  | Gustavo V di Svezia |  |
|                                   |                         | Vittoria di Baden                                             |                                                                 |  |  |       |  |  | Gustavo VI Adolfo di Svezia |  |  |                     |  |
| Gustavo Adolfo di Svezia          |                         |                                                               |                                                                 |  |  |       |  |  | Gustavo VI Adolfo di Svezia |  |  |                     |  |
|                                   |                         | Margherita di Connaught                                       | Arturo, duca di Connaught e Strathearn                          |  |  |       |  |  |                             |  |  |                     |  |
|                                   |                         | Margherita di Connaught                                       | Arturo, duca di Connaught e Strathearn                          |  |  |       |  |  |                             |  |  |                     |  |
|                                   |                         | Margherita di Connaught                                       | Luisa Margherita di Prussia                                     |  |  |       |  |  |                             |  |  |                     |  |
| Carlo XVI Gustavo di Svezia       |                         | Margherita di Connaught                                       |                                                                 |  |  |       |  |  |                             |  |  |                     |  |
|                                   |                         | Carlo Edoardo di Sassonia-Coburgo-Gotha                       | Leopoldo, duca di Albany                                        |  |  |       |  |  |                             |  |  |                     |  |
|                                   |                         | Carlo Edoardo di Sassonia-Coburgo-Gotha                       | Leopoldo, duca di Albany                                        |  |  |       |  |  |                             |  |  |                     |  |
|                                   |                         | Carlo Edoardo di Sassonia-Coburgo-Gotha                       | Elena di Nassau                                                 |  |  |       |  |  |                             |  |  |                     |  |
| Sibilla di Sassonia-Coburgo-Gotha |                         | Carlo Edoardo di Sassonia-Coburgo-Gotha                       |                                                                 |  |  |       |  |  |                             |  |  |                     |  |
|                                   |                         | Vittoria Adelaide di Schleswig-Holstein-Sonderburg-Glücksburg | Federico Ferdinando di Schleswig-Holstein-Sonderburg-Glücksburg |  |  |       |  |  |                             |  |  |                     |  |
|                                   |                         | Vittoria Adelaide di Schleswig-Holstein-Sonderburg-Glücksburg | Federico Ferdinando di Schleswig-Holstein-Sonderburg-Glücksburg |  |  |       |  |  |                             |  |  |                     |  |
|                                   |                         | Vittoria Adelaide di Schleswig-Holstein-Sonderburg-Glücksburg | Carolina Matilde di Schleswig-Holstein-Sonderburg-Augustenburg  |  |  |       |  |  |                             |  |  |                     |  |
| Vittoria Ingrid di Svezia         |                         | Vittoria Adelaide di Schleswig-Holstein-Sonderburg-Glücksburg |                                                                 |  |  |       |  |  |                             |  |  |                     |  |
|                                   | Louis Moritz Sommerlath | Louis Carl Sommerlath                                         |                                                                 |  |  |       |  |  |                             |  |  |                     |  |
|                                   | Louis Moritz Sommerlath | Louis Carl Sommerlath                                         |                                                                 |  |  |       |  |  |                             |  |  |                     |  |
|                                   | Louis Moritz Sommerlath | Anna Lucie Tille                                              |                                                                 |  |  |       |  |  |                             |  |  |                     |  |
| Carl Walther Sommerlath           | Louis Moritz Sommerlath |                                                               |                                                                 |  |  |       |  |  |                             |  |  |                     |  |
|                                   |                         | Erna Sophie Waldau                                            | Johann Waldau                                                   |  |  |       |  |  |                             |  |  |                     |  |
|                                   |                         | Erna Sophie Waldau                                            | Johann Waldau                                                   |  |  |       |  |  |                             |  |  |                     |  |
|                                   |                         | Erna Sophie Waldau                                            | Sophie Marie Schmidt                                            |  |  |       |  |  |                             |  |  |                     |  |
| Silvia Sommerlath                 |                         | Erna Sophie Waldau                                            |                                                                 |  |  |       |  |  |                             |  |  |                     |  |
|                                   |                         | Artur Floriano de Toledo                                      | Joaquim Floriano de Toledo                                      |  |  |       |  |  |                             |  |  |                     |  |
|                                   |                         | Artur Floriano de Toledo                                      | Joaquim Floriano de Toledo                                      |  |  |       |  |  |                             |  |  |                     |  |
|                                   |                         | Artur Floriano de Toledo                                      | Maria Júlia de Barros                                           |  |  |       |  |  |                             |  |  |                     |  |
| Alice Soares de Toledo            |                         | Artur Floriano de Toledo                                      |                                                                 |  |  |       |  |  |                             |  |  |                     |  |
|                                   |                         | Elisa Novais Soares                                           | Emiliano Baptista Soares                                        |  |  |       |  |  |                             |  |  |                     |  |
|                                   |                         | Elisa Novais Soares                                           | Emiliano Baptista Soares                                        |  |  |       |  |  |                             |  |  |                     |  |
|                                   |                         | Elisa Novais Soares                                           | Joaquina Dias Novais                                            |  |  |       |  |  |                             |  |  |                     |  |
|                                   |                         | Elisa Novais Soares                                           |                                                                 |  |  |       |  |  |                             |  |  |                     |  |